# Panulirus japonicus
Panulirus japonicus е вид ракообразно от семейство Palinuridae.

## Разпространение
Видът е разпространен в Китай, Провинции в КНР, Северна Корея, Тайван, Южна Корея и Япония.